# 中沢なつき
中沢 なつき（なかざわなつき、本名：中澤なつき、1981年8月11日 - ）は女優。東京都出身。血液型B型。GPR(旧Scandal)所属。

## 来歴・人物
グラビアタレント乙葉の妹分としてデビューし、「ヤングジャンプ」表紙巻頭などの雑誌グラビアや TV、CM などへ出演し、写真集とDVD/ビデオを発売する。映画は『スウィングガールズ』が初出演作品。今後は女優として活動をしていく。
小学生から中学生にかけてピアノ・トランペット・ユーフォニューム・トロンボーンを経験する。東京出身だが千葉・京都（乙訓地区）に住んでいた事もあり関西弁・京都弁も使う。

## 主な出演作品

### 映画
- スウィングガールズ（2004年）
  - 木下美保（トロンボーン）役で出演。劇中の重要な転換点を担う。ビッグバンドとしてのスウィングガールズにおいては副部長というまとめ役でもあった。

### テレビ
- 卵の館
- THE限定品
- チノパン
- 松坂グルメ食べある記
- タモリ倶楽部
- レッツ・ゴー! 永田町
- 天国に一番近い男
- ちゃんネプ
- 秘密の爆笑問題
- メモリーハンター
- アイドル刑事SS
- びじょどきゅ!
- グラビアの美少女（MONDO21）

### CM
- Yahoo! JAPAN
- 箱根 彫刻の森美術館
- サッポロ・北海道生搾り

## 書籍

### 写真集
- Shyness(p) 中沢なつき写真集
- silent 中沢なつき写真集

### DVD
- Naked
- Shyness